# Szőc
Szőc es un pueblo ubicado en el distrito de Ajka, en el condado de Veszprém, Hungría.

## Superficie
Posee una superficie de 7,550 kilómetros cuadrados.

## Demografía
Hasta 2019 la población era de 463 habitantes, con una densidad de población de 61,32 habitantes por kilómetro cuadrado.